# Hohe Warte (Straße in Wien)
Die Hohe Warte ist eine Straße im 19. Wiener Gemeindebezirk Döbling. Sie verläuft über den gleichnamigen Höhenrücken, nach dem sie benannt ist, und verbindet die Bezirksteile Unterdöbling und Heiligenstadt, wobei die Grenze zwischen den Bezirksteilen bzw. Katastralgemeinden von der Ruthgasse bis zur Reimersgasse am westlichen Rand der Straße verläuft und danach nach Westen zurückspringt. Wegen ihrer Bedeutung als lokale Verkehrsverbindung gehört sie zu den Wiener Hauptstraßen A.

## Geschichte
Die heutige Hohe Warte war wohl – wie die Döblinger Hauptstraße, deren Verlängerung sie bildet – Teil einer römischen Limesstraße. Der Name ist jedenfalls 1135 erstmals urkundlich erwähnt. Anfang des 19. Jahrhunderts bestand an ihrem Anfang eine Raststation mit Meierei und Kaffeehaus. In der ersten Hälfte des 19. Jahrhunderts wurden erste Landhäuser und Villen in Grünlage errichtet. Ab der zweiten Hälfte des Jahrhunderts wurden die am Abhang zur Heiligenstädter Straße gelegenen Rothschildgärten angelegt und vor allem um 1900 entstand ein großbürgerliches Wohnviertel mit repräsentativen Villen.
Der heutige Name wurde der Straße, die zuvor von der Grinzinger Straße bis zum Krottenbach Wienerstraße geheißen hatte, im Jahr 1875 zunächst für den südlich der heutigen Geweygasse gelegenen Abschnitt verliehen. 1894 wurde der Name auch auf den nördlich davon gelegenen Teil bis zur Grinzinger Straße erstreckt.
Im Dezember 1903 wurde die Straßenbahnstrecke durch die Hohe Warte bis zur Wollergasse eröffnet. Seit 1907 verkehrt hier die Linie 37, teilweise von 1928 bis 1980 vor allem werktags an deren Stelle die Linie G2.

## Beschreibung
Die Hohe Warte beginnt (der Nummerierung folgend) an der Kreuzung mit Ruthgasse bzw. Barawitzkagasse, wobei die Villa Hohe Warte (ehemals ein städtisches Kinderheim, jetzt Sitz der Ständigen Gesandtschaft der Volksrepublik China bei den Internationalen Organisationen in Wien) einen markanten Akzent setzt. Gegenüber auf der rechten Seite befindet sich hinter dem vorgelagerten Setagayapark das Haus Hohe Warte, ein ausgedehntes städtisches Seniorenwohnheim. Die Straße führt leicht geschwungen in ungefähr nördlicher Richtung bergauf auf den Rücken des Höhenzugs Hohe Warte, den sie im Bereich der Reimersgasse und Geweygasse erreicht. Dabei verläuft sie zwischen meist gründerzeitlichen Villen, Gärten und Grünanlagen und nur einzelnen Wohnbauten aus der Zeit nach dem Zweiten Weltkrieg; auch öffentliche Einrichtungen wie der Sitz der GeoSphere Austria (früher Zentralanstalt für Meteorologie und Geodynamik) oder das Polizeikommissariat Döbling befinden sich in stilistisch passenden Gebäuden. 

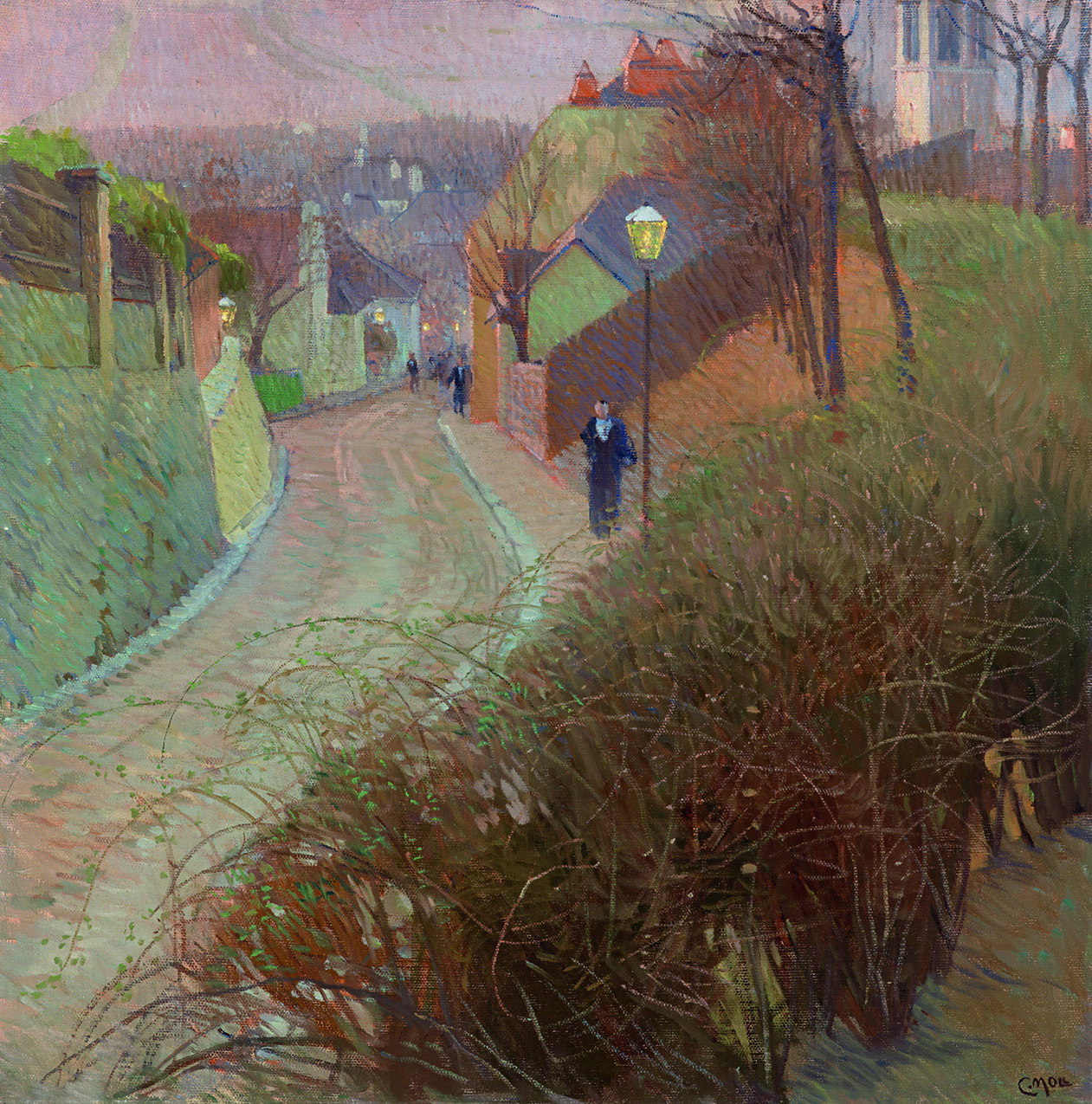
Carl Moll: Blick von der Hohen Warte auf Heiligenstadt

Ab der Geweygasse senkt sich die Straße in Richtung Grinzinger Straße; der Charakter der Bebauung ist in diesem Bereich eher ländlich und vor allem auf der rechten, teilweise und vor allem im unteren Teil auch auf der linken Seite befinden sich hier vermehrt Wohnbauten aus der zweiten Hälfte des 20. Jahrhunderts. An der Kreuzung mit der Grinzinger Straße markiert auf der rechten Seite die Heiligenstädter Pfarrkirche den Abschluss.
Die Straße ist bis zu Geweygasse und Reimersgasse von Grünanlagen und Alleebäumen gesäumt. Aufgrund der Hanglage sind die angrenzenden Grundstücke teilweise durch Stützmauern gesäumt, bisweilen verlaufen die Gehsteige auch höher als Fahrbahnniveau. Die linke Seite der Hohen Warte ist zur Gänze, die rechte ab der Gallmeyergasse Teil der Schutzzone Heiligenstadt nach § 7 Abs. 1 der Bauordnung für Wien.
Die Fahrbahn der Hohen Warte ist durchwegs schmal und weist meistens nur zwei aktive Fahrstreifen auf, in denen auch die Straßenbahngleise verlaufen. Auf der Anhöhe zweigt die Straßenbahntrasse nach rechts in die Wollergasse bzw. die Geweygasse zur Endschleife ab. Ein Umsteigen von der Linie 37 ist an der Kreuzung Ruthgasse/Barawitzkagasse in die Autobuslinien 10A und 39A möglich. Außerdem hat die durch die Grinzinger Straße führende Autobuslinie 38A am nördlichen Ende der Hohen Warte eine Haltestelle.
Von der Geweygasse bis zur Grinzinger Straße gilt eine Geschwindigkeitsbeschränkung auf 30 km/h.

## Adressen
(Denkmalgeschützte Objekte sind durch Fettdruck hervorgehoben.)
- Nr. 3: Villa Hohe Warte; das ehemalige Kinderheim ist Sitz der Ständigen Vertretung der VR China bei den Internationalen Organisationen in Wien
- Nr. 5: Villa Kratzer, später Andrássy: 1863 durch Theophil Hansen erbaute strenghistoristische Villa
- Nr. 8: Seniorenheim Haus Hohe Warte, davor Setagayapark
- Nr. 19: Villa Rittershausen, erbaut durch das Büro Fellner & Helmer in Formen der Neorenaissance 1879–1881
- Nr. 23 und 23a: zwei Hälften einer Villa aus der ersten Hälfte des 19. Jahrhunderts, die im dritten Viertel desselben Jahrhunderts umgebaut wurde, möglicherweise durch August Sicard von Sicardsburg
- Nr. 31: Landhaus aus der ersten Hälfte des 19. Jahrhunderts mit klassizistischer Front, Dreiecksgiebel und Holzschindelverkleidung auf der Wetterseite sowie einem Breitpfeiler mit Bildnis des hl. Matthias (evtl. Severin) auf der Gartenseite
- Nr. 32: Polizeikommissariat Döbling im Gebäude des ehemaligen Israelitischen Blindeninstituts, erbaut 1871/72 in strenghistoristischen Formen durch Wilhelm Stiassny
- Nr. 33: Haus aus der ersten Hälfte des 19. Jahrhunderts
- Nr. 36: Standort der 2009/2010 abgerissenen Amtsvilla des Bundespräsidenten[9]
- Nr. 38–40: Hauptsitz von GeoSphere Austria mit dem denkmalgeschützten Julius-Hann-Haus
- Nr. 50–54: Botschaft der Arabischen Republik Ägypten
- Nr. 52: Das von Julius Mayreder für Gottfried Schenker erbaute Landhaus war 1940–1945 Wohnsitz des Reichsstatthalters Baldur von Schirach.[9]
- Nr. 72:
  - Heiligenstädter Pfarrkirche St. Michael mit Kirchhof
  - Figurenbildstock hl. Johannes Nepomuk vor der Kirche
  - Karner an der Umfassungsmauer des ehemaligen Friedhofs

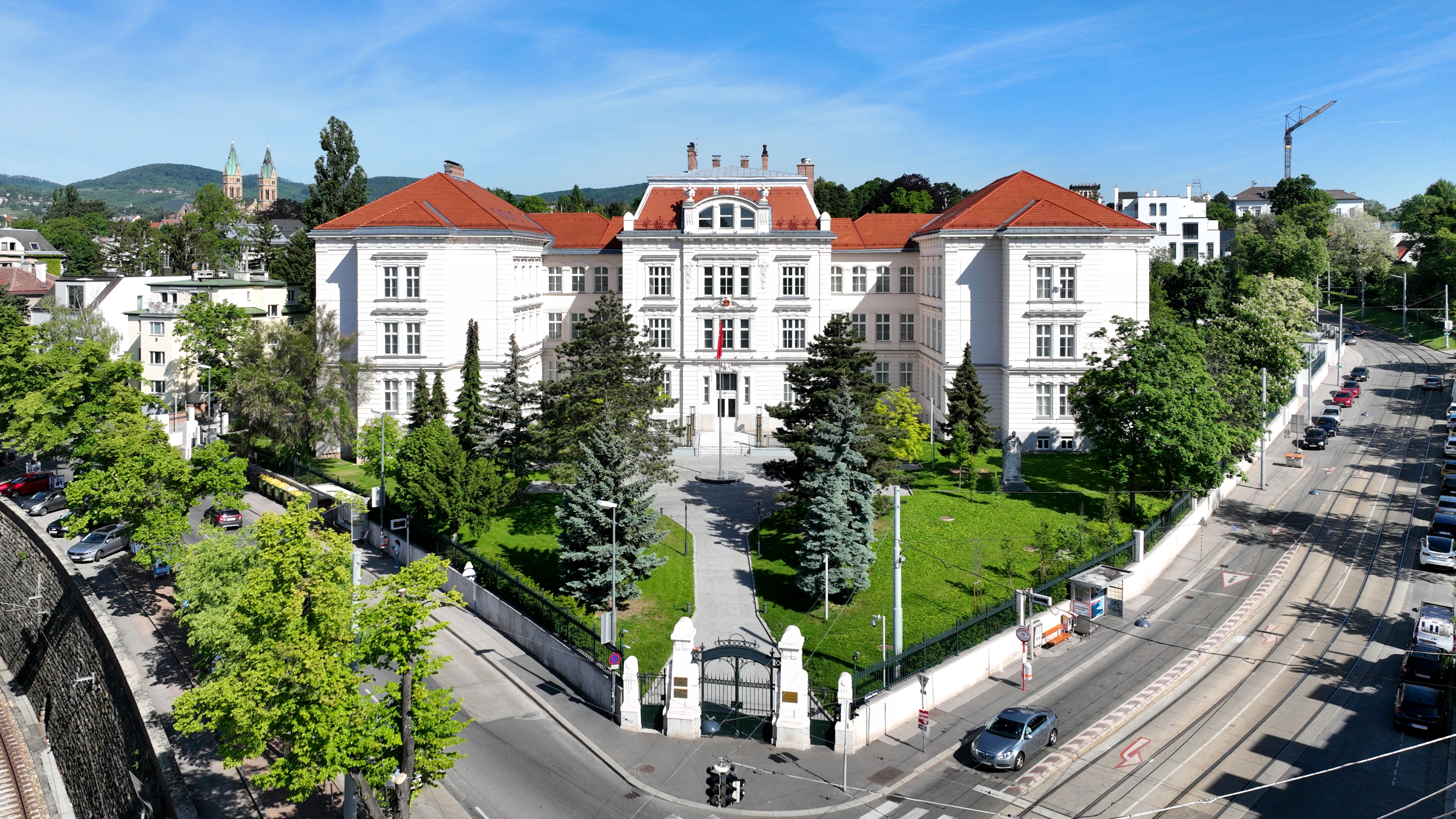
Nr. 1–3: Villa Hohe Warte mit Beginn der Straße rechts
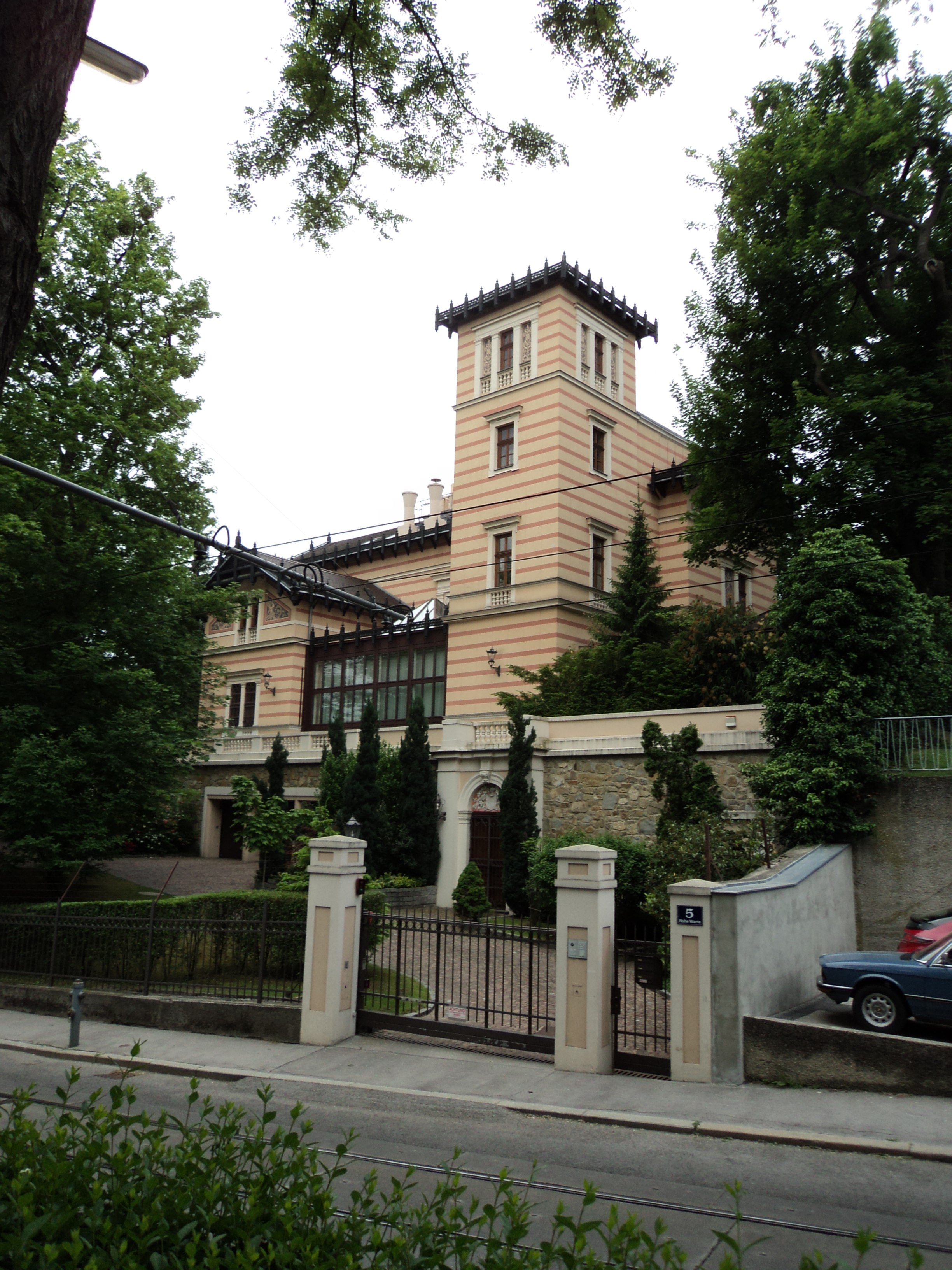
Nr. 5: Villa Kratzer/Andrássy
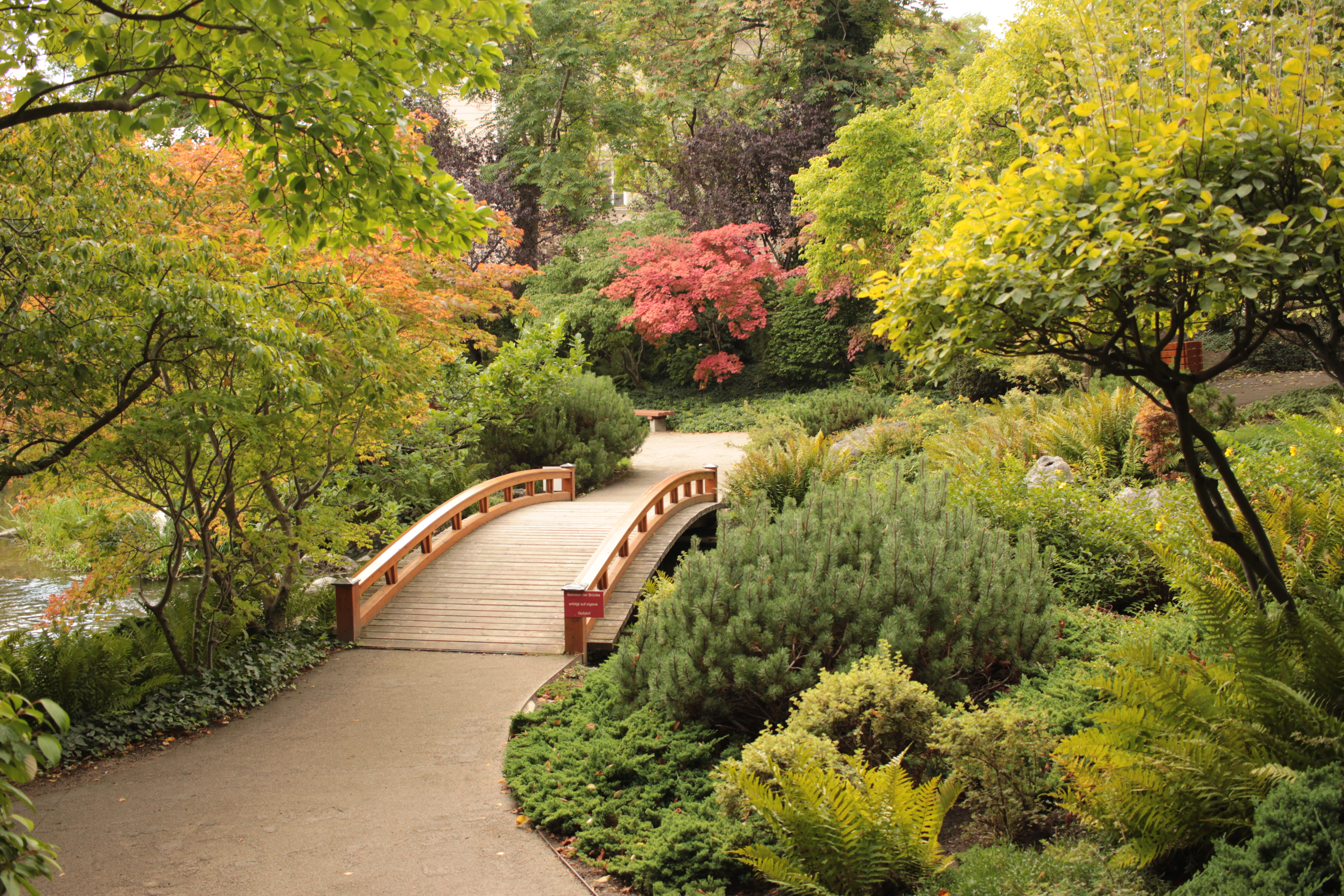
Vor Nr. 8: Setagayapark
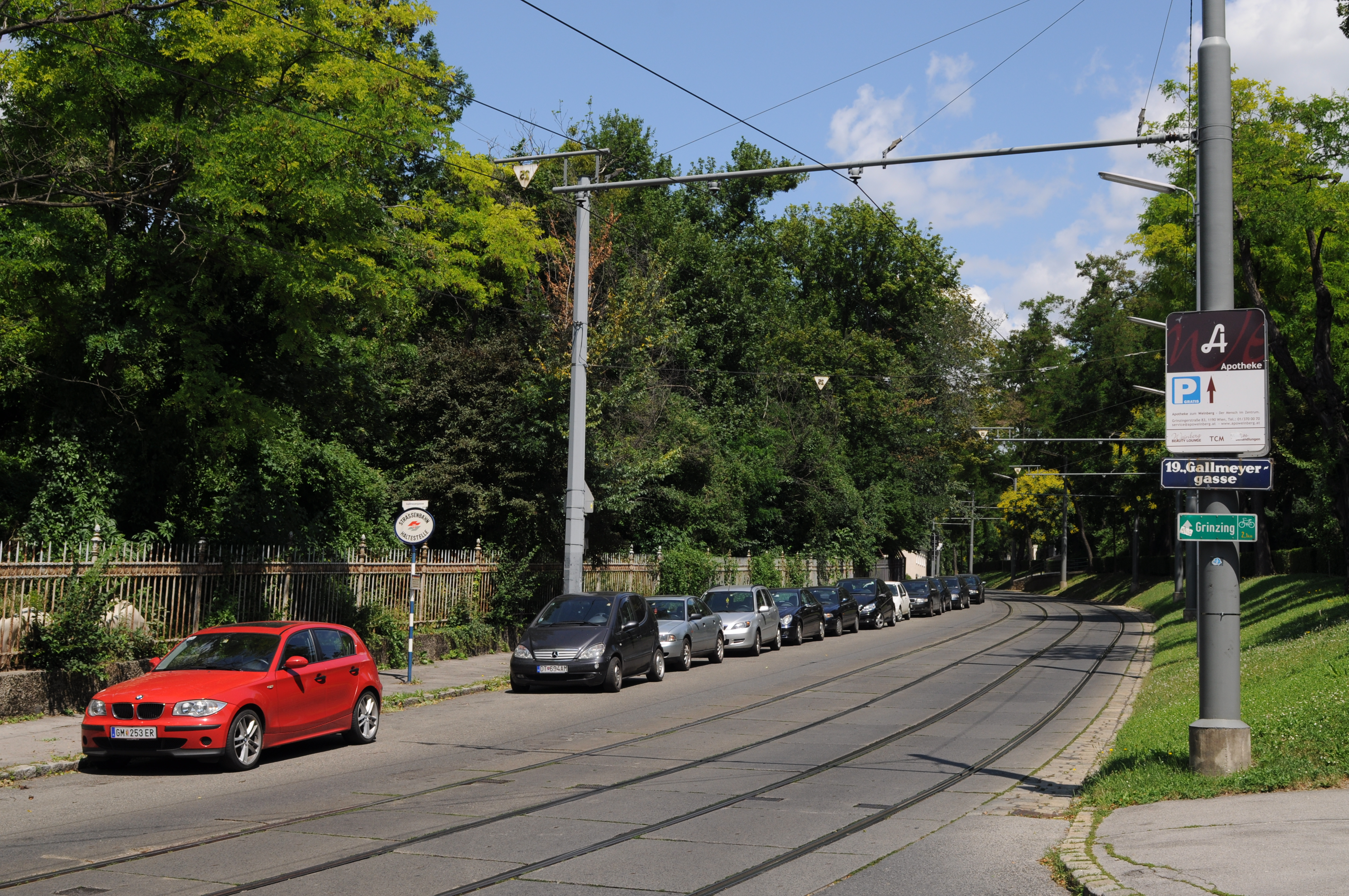
Bei der Gallmeyergasse, Richtung Norden …
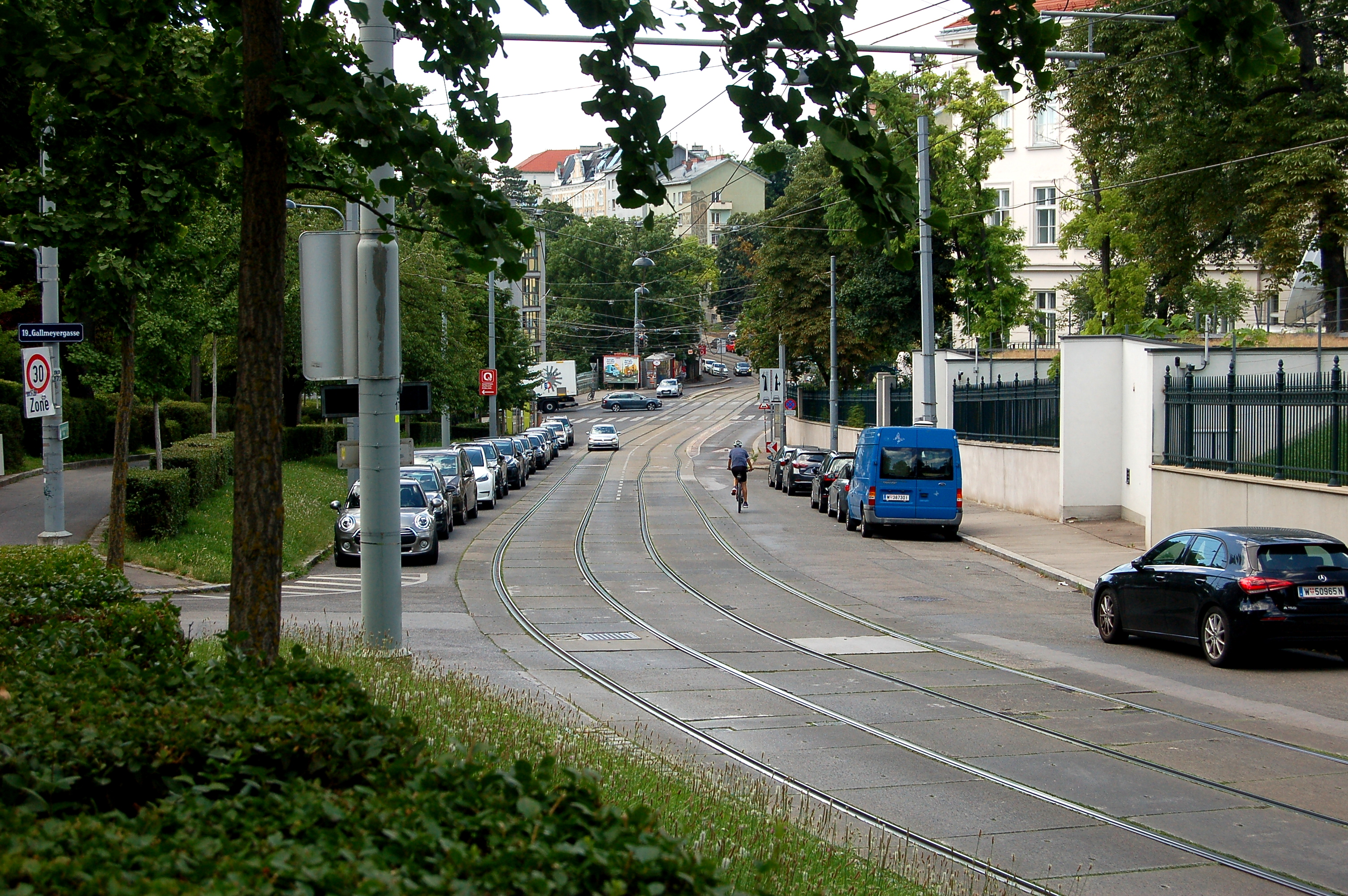
… und Richtung Süden
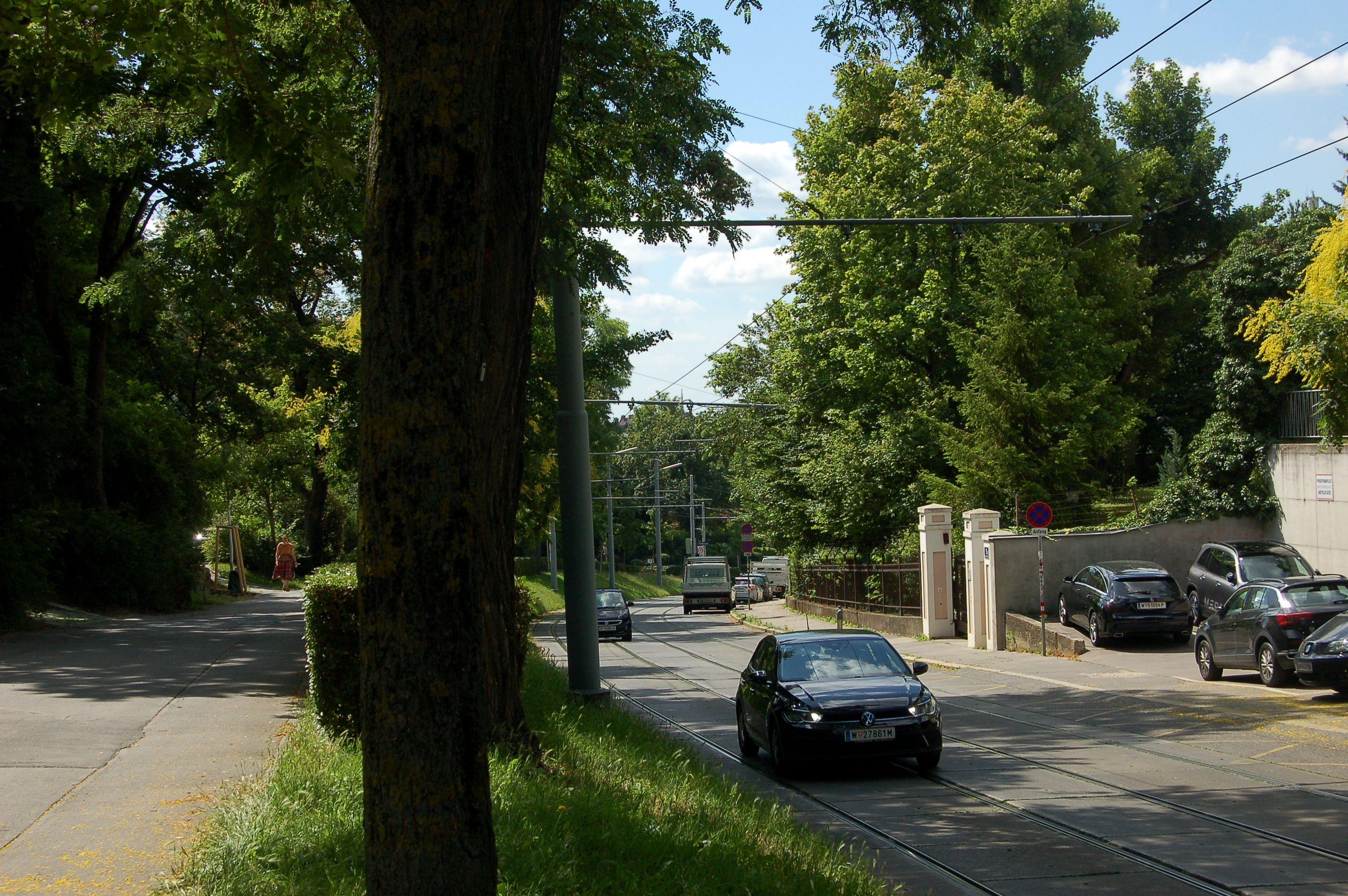
Höhe Nr. 5A, Richtung Süden
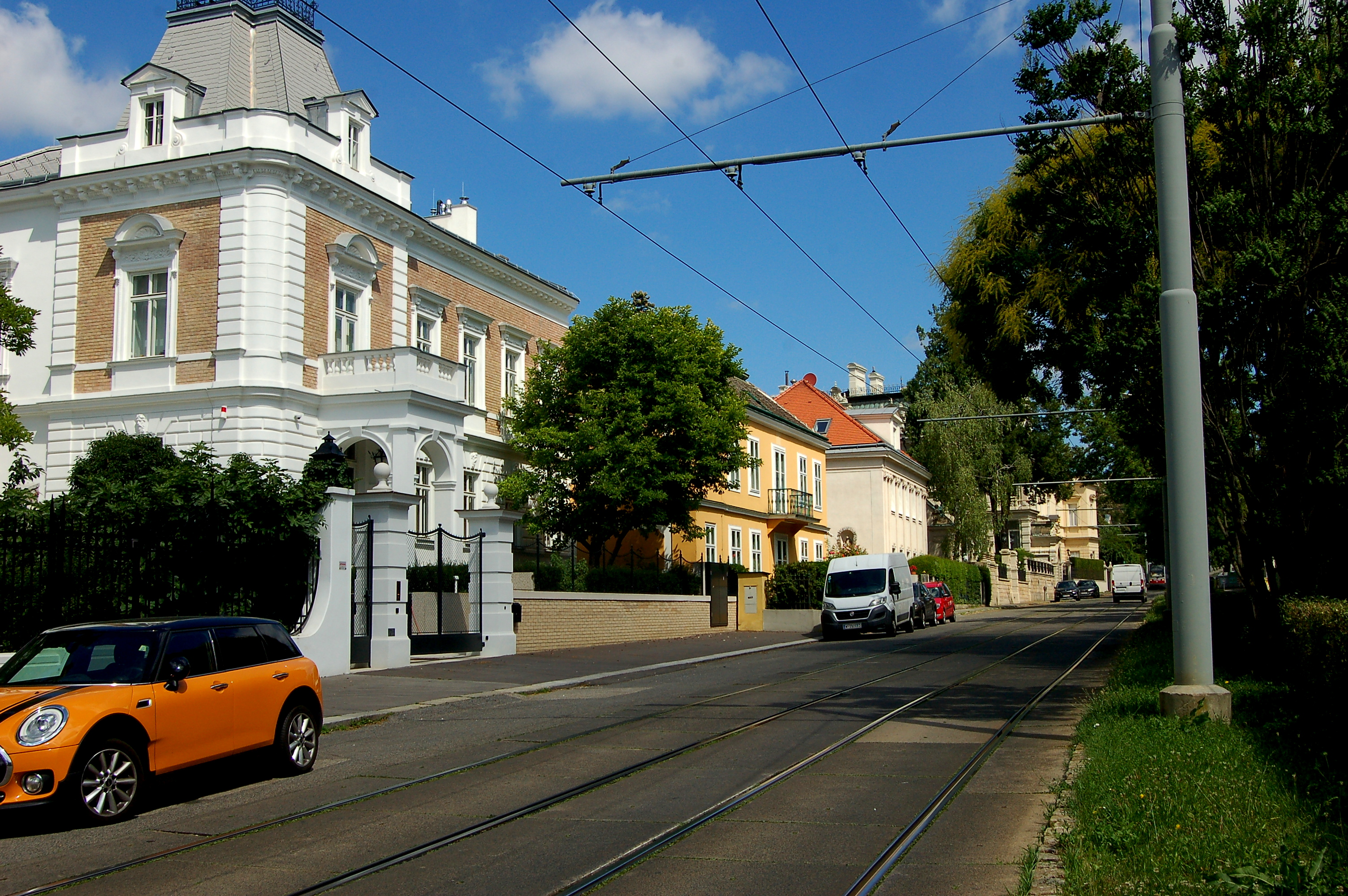
Nr. 13 bis 17
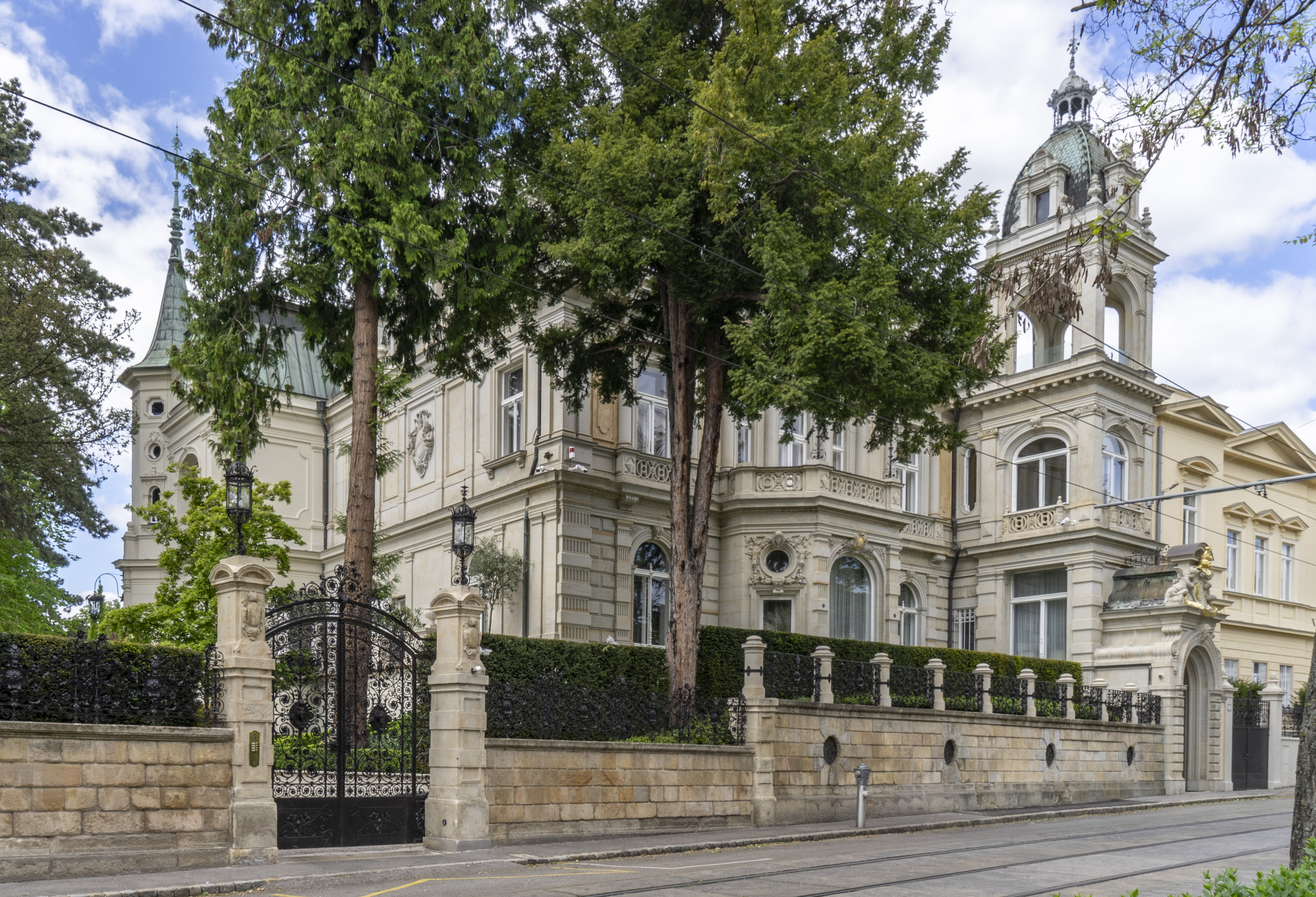
Nr. 19: Villa Rittershausen
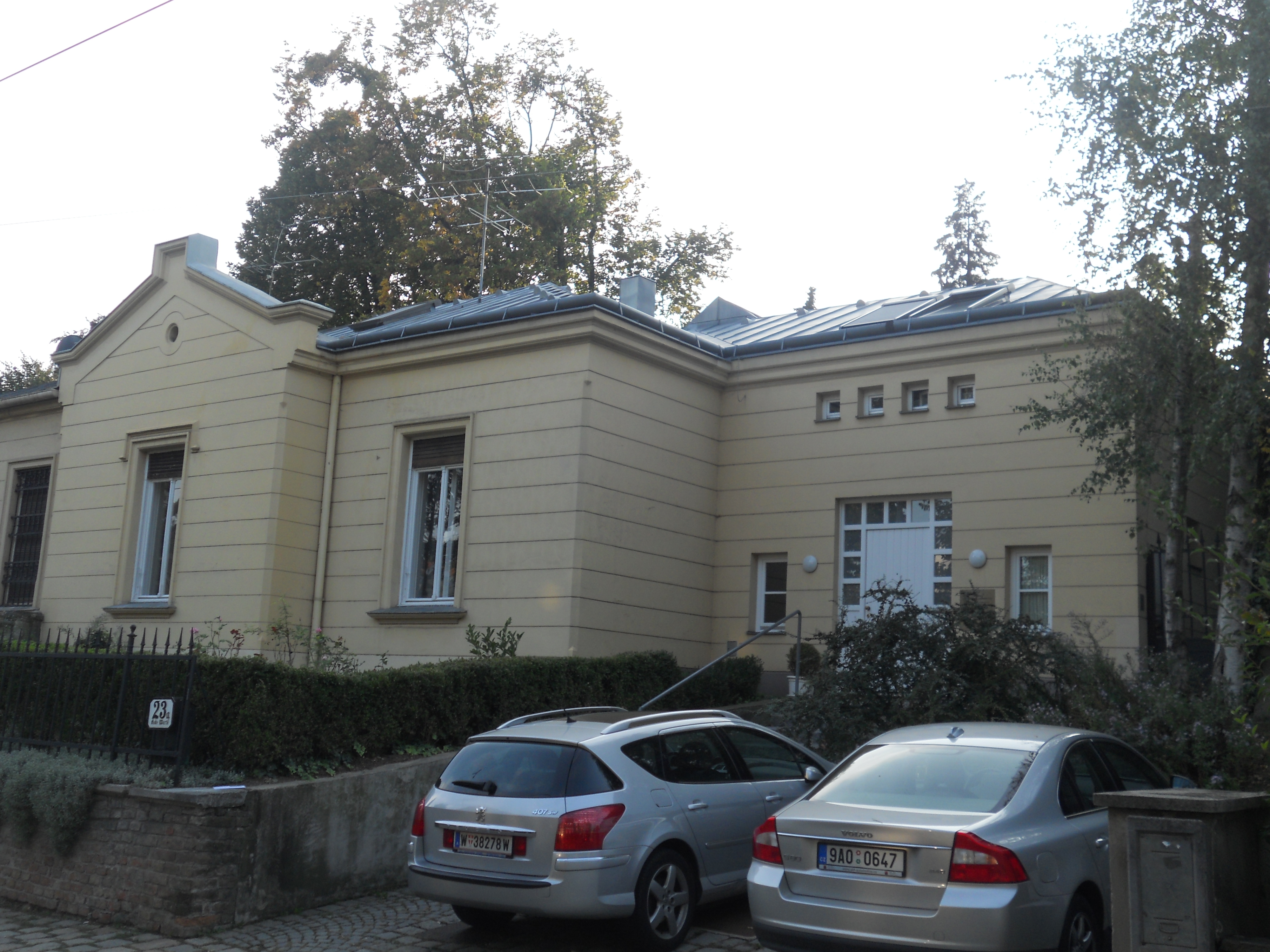
Nr. 23a: Hälfte einer Villa
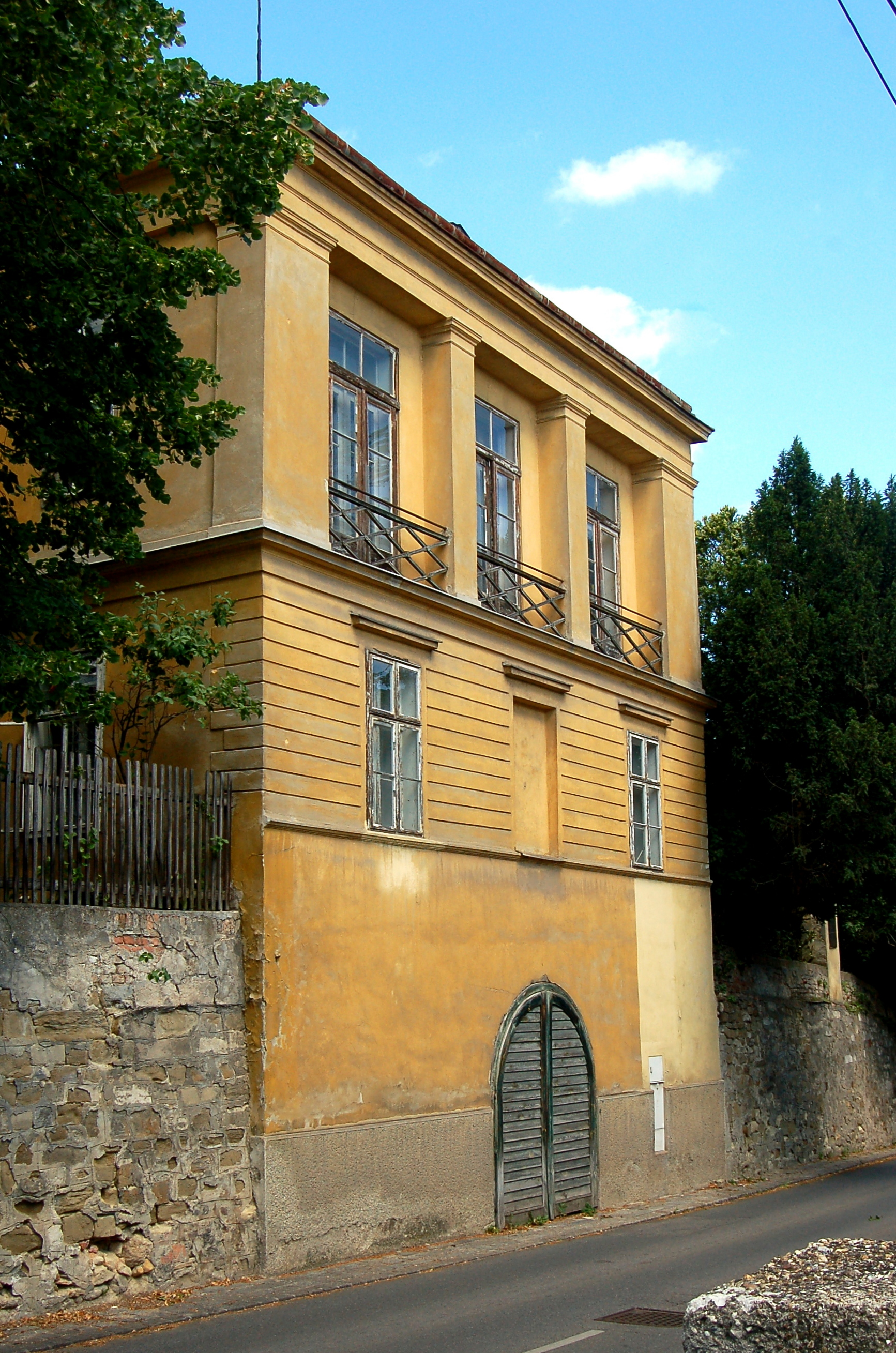
Nr. 31
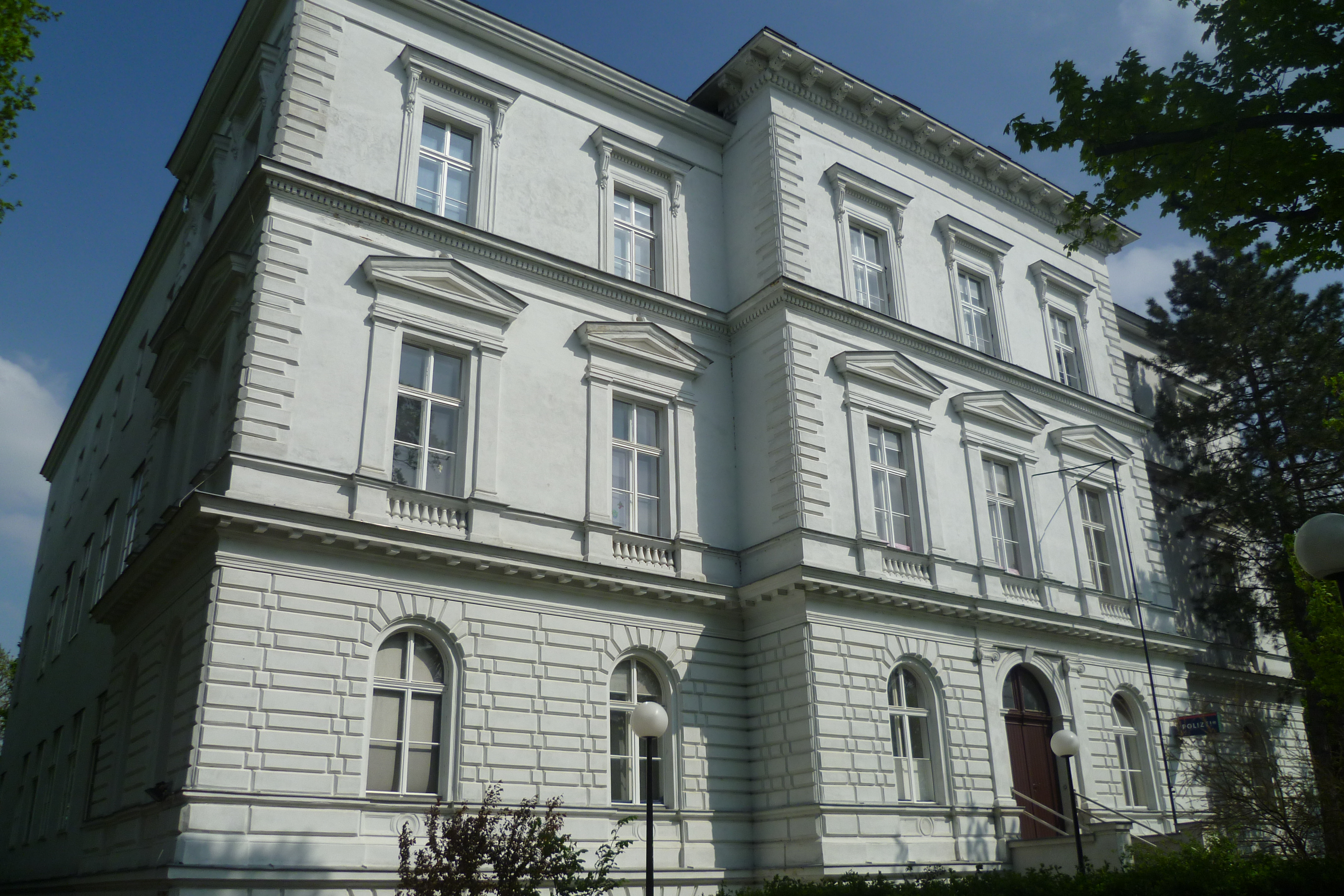
Nr. 32: Ehemals Israelitisches Blindeninstitut, jetzt Polizeikommissariat
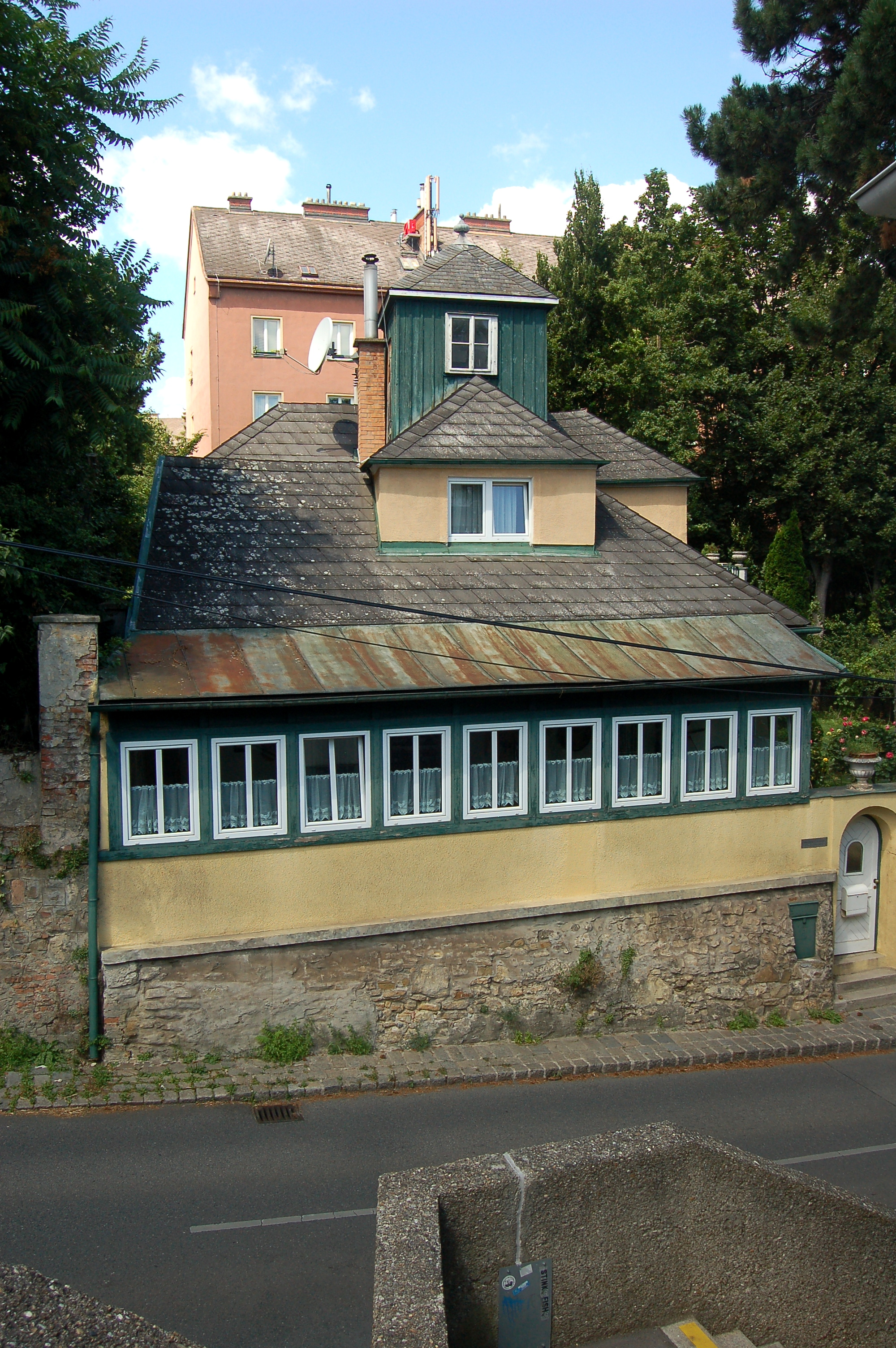
Nr. 33
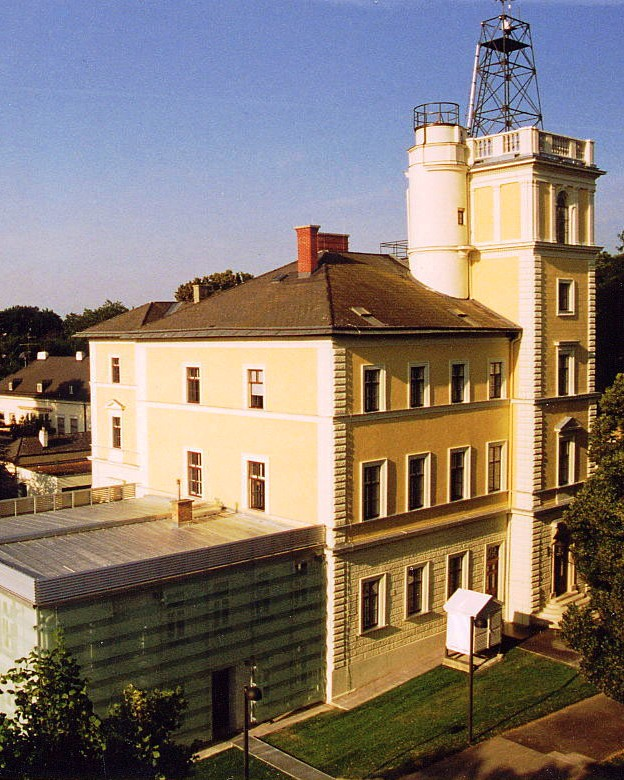
Nr. 38: Julius-Hann-Haus der GeoSphere Austria
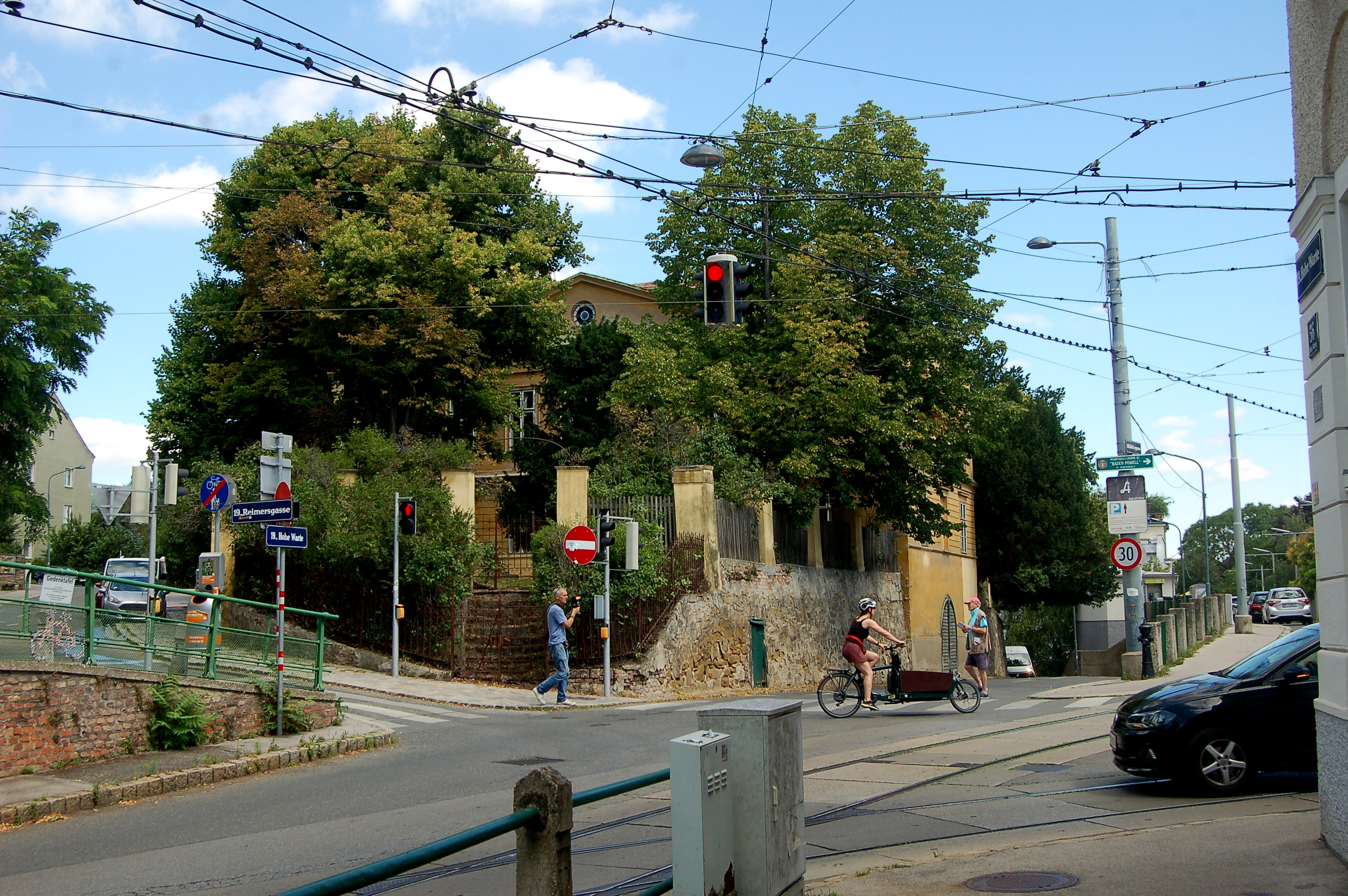
Höchster Punkt der Straße an der Kreuzung Reimersgasse
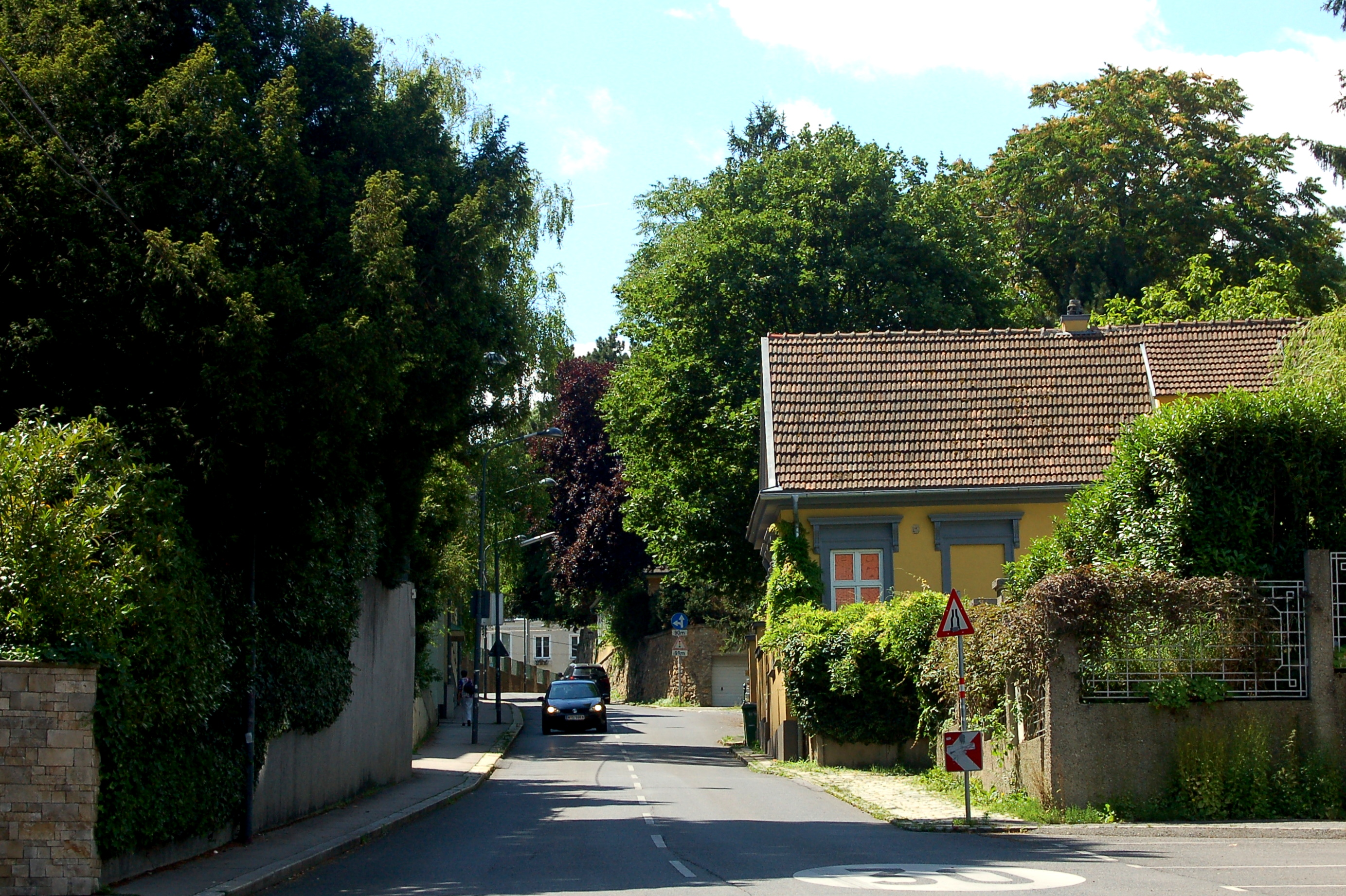
Bei Nr. 70, Richtung Süden
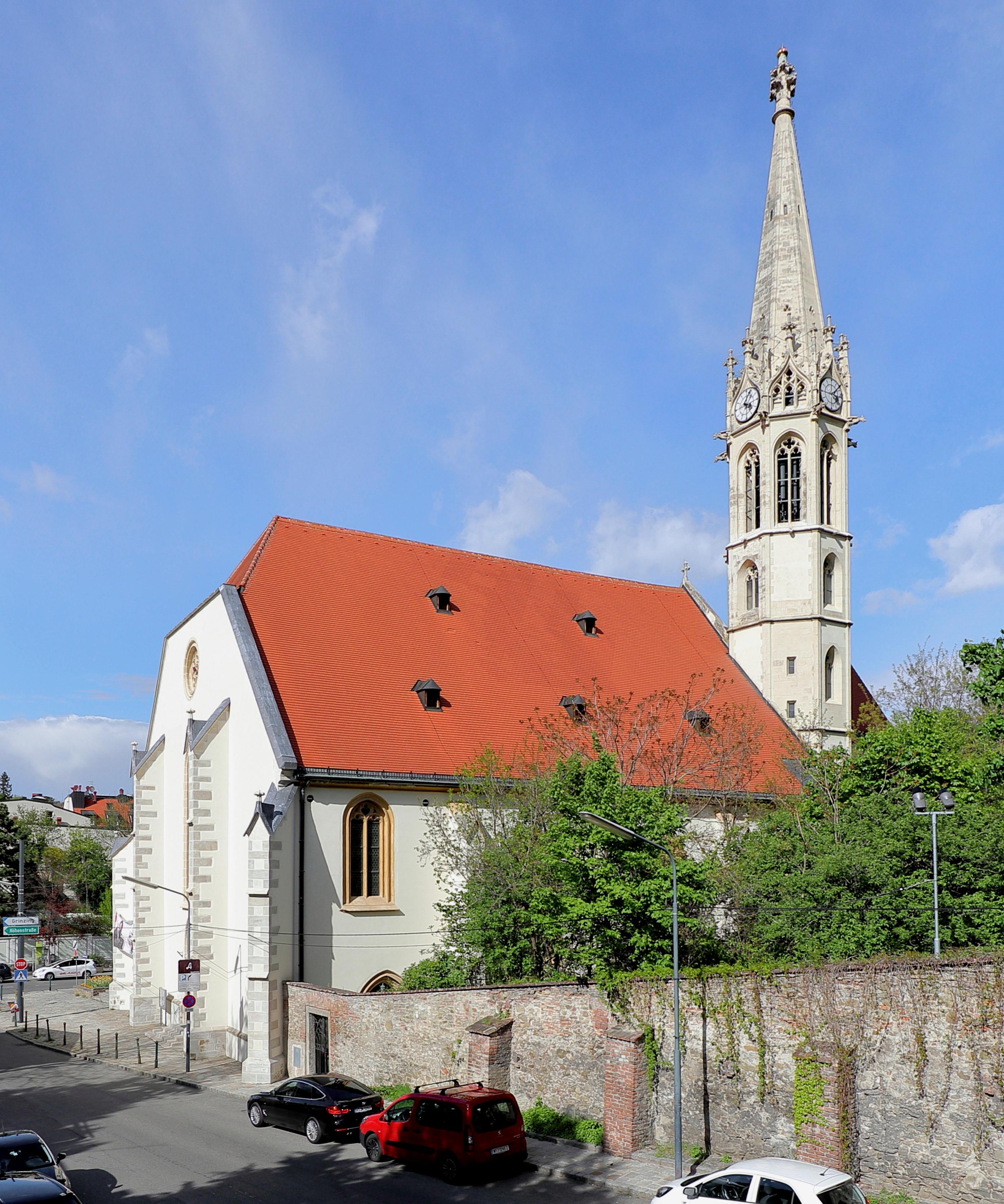
Nr. 72: Heiligenstädter Pfarrkirche
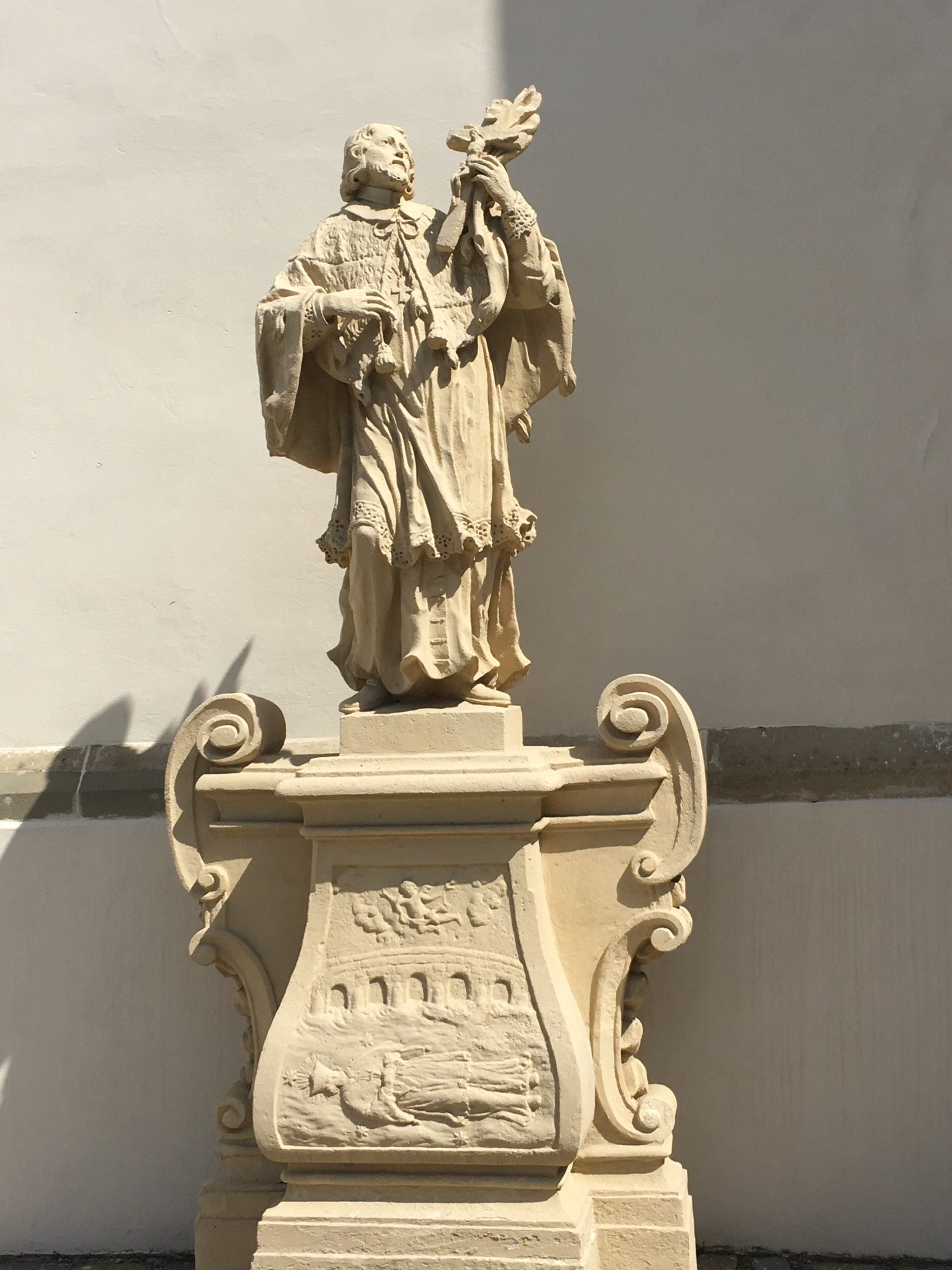
Statue Johannes von Nepomuk vor der Pfarrkirche
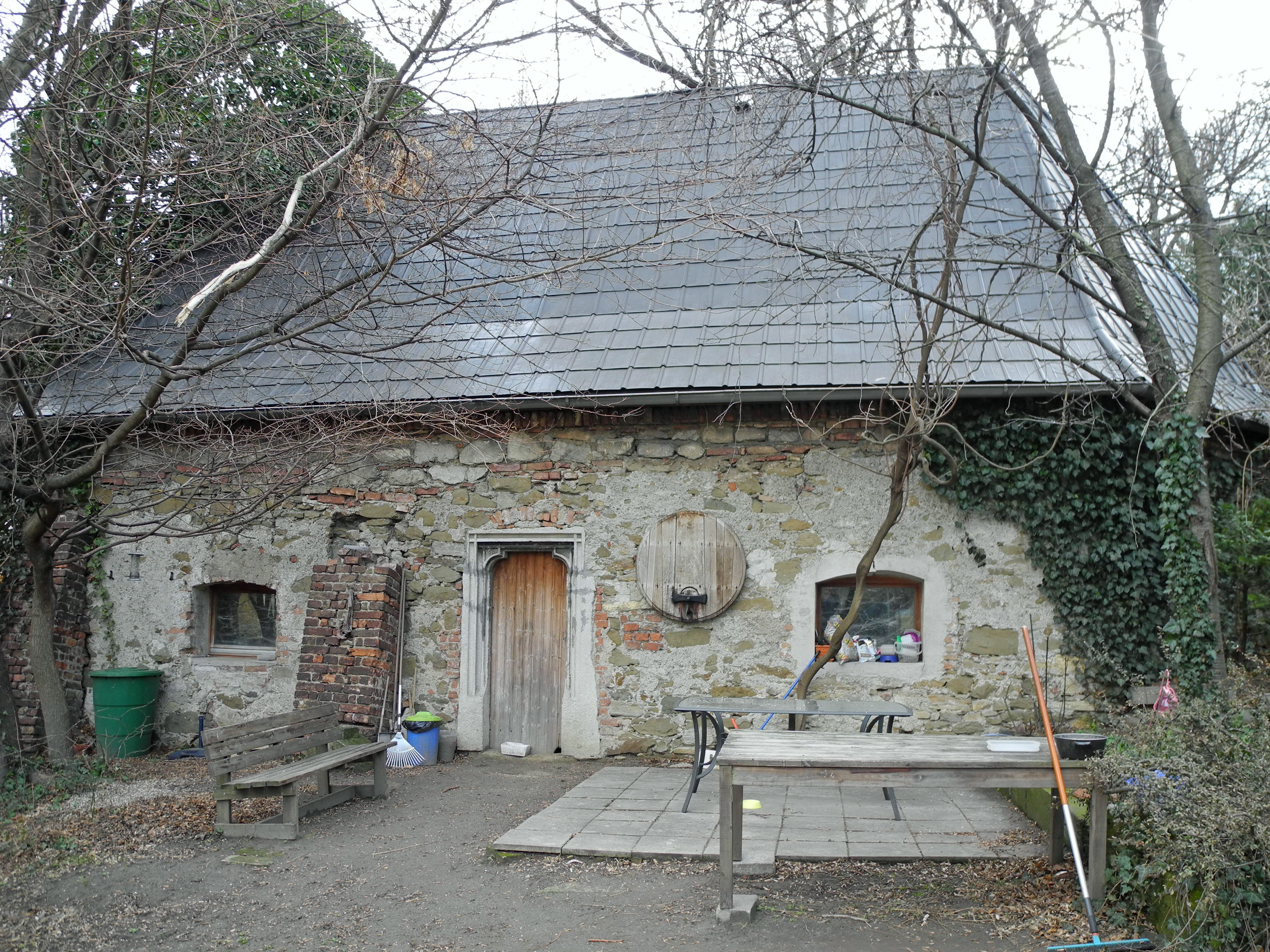
Karner neben der Pfarrkirche
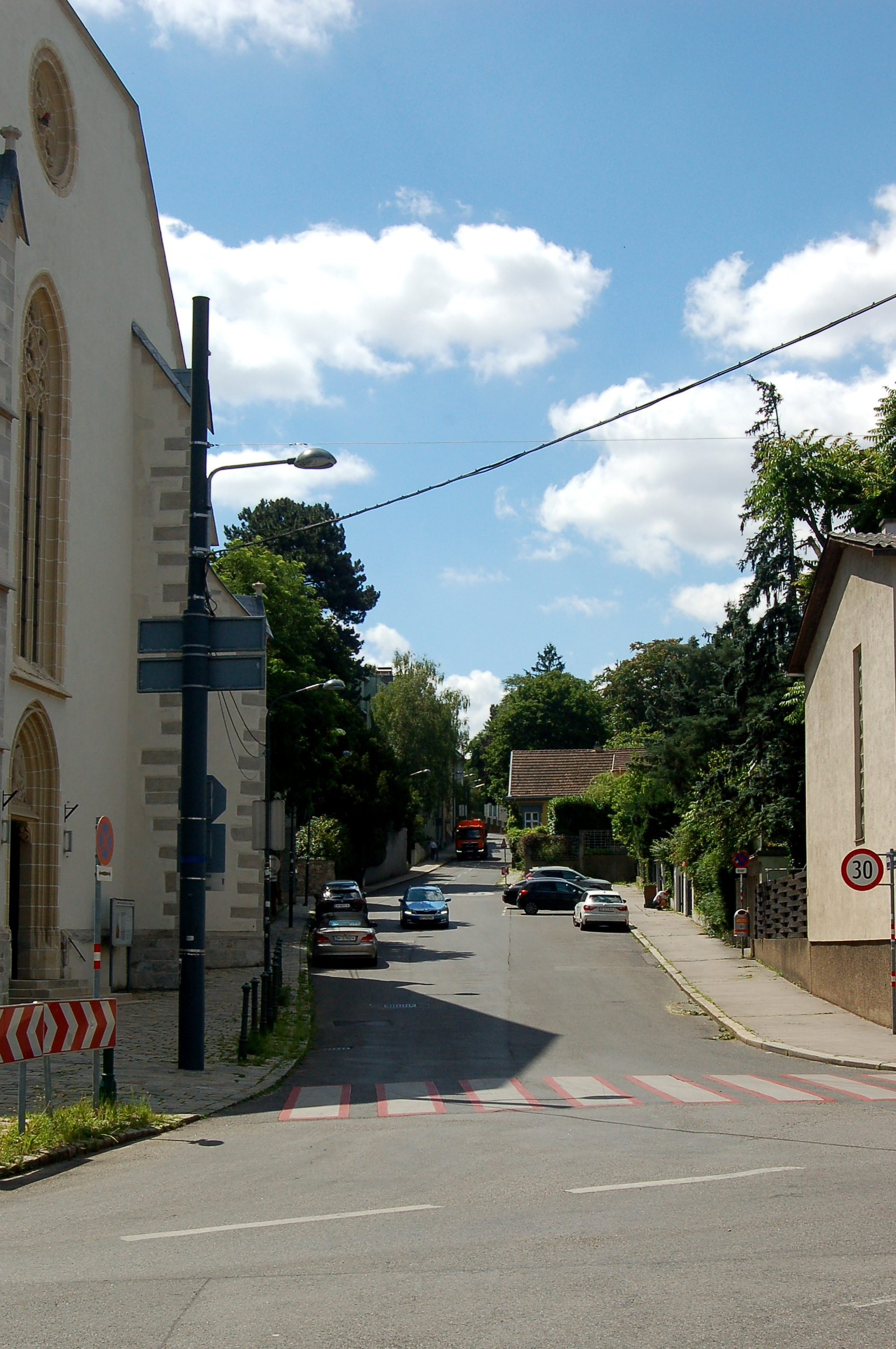
Ende an der Grinzinger Straße